# Onitis abyssinicus
Onitis abyssinicus är en skalbaggsart som beskrevs av Reiche 1847. Onitis abyssinicus ingår i släktet Onitis och familjen bladhorningar. Inga underarter finns listade i Catalogue of Life.